# Platypalpus convergens
Platypalpus convergens är en tvåvingeart som beskrevs av Yang 2006. Platypalpus convergens ingår i släktet Platypalpus och familjen puckeldansflugor. Inga underarter finns listade i Catalogue of Life.